# Eolambia
Eolambia ("raný lambeosaurin") byl rod iguanodontního dinosaura z křídového období (věk alb až cenoman, asi před 102 až 98 miliony let). Fosilie tohoto býložravého ptakopánvého dinosaura byly objeveny v Utahu (USA).

## Popis
Tento druh ornitopoda dosahoval délky kolem 6 metrů a hmotnosti zhruba 1000 kg. Přednostně se pohyboval po čtyřech, byl býložravý a měl rohovinový pokryv čelistí (podobný jakémusi zobáku). Mohl žít v malých stádech, o jeho paleoekologii však není k dispozici mnoho informací.

## Objev
Typový exemplář byl objeven americkým paleontologem Jamesem Ianem Kirklandem v roce 1998 v sedimentech geologického souvrství Cedar Mountain. Byly získány pouze částečně zachované exempláře mladých i plně dospělých jedinců. Eohadrosaurus, který je dalším dinosaurem pojmenovaným Kirklandem, pravděpodobně představuje zástupce stejného rodu. Fylogenetická analýza z roku 2018 ukázala, že mezi nejbližší příbuzné tohoto rodu patřil mongolský rod Choyrodon.